# ケーキ屋ケンちゃん
『ケーキ屋ケンちゃん』（ケーキやケンちゃん）は、1972年3月9日から1973年3月1日までTBS系列の毎週木曜19:30 - 20:00（JST）に放送された児童向けドラマである。全52回。

## 概要
『ケンちゃんシリーズ』第4作。本作の舞台は、「カムラ」というケーキ屋（世田谷区豪徳寺に当時実在）。
出演者は前作とほぼ同じだが、岸久美子が『ジャンケンケンちゃん』以来2年振りに復帰、以後最終作『チャコとケンちゃん』までお母さん役を演じる。
トコちゃん役の佐久間まゆみ（真由美）は本作をもってシリーズを降板、以後は『がんばれ!!ロボコン』（NET系列）などといった東映作品に出演する。
また第30話から「お父さんの知人の娘」として、永春智子扮する「マコちゃん」がレギュラーに加入、マコちゃんは次作『おもちゃ屋ケンちゃん』で、トコちゃんに代わるケンちゃんの妹になる。

## 出演者
- ケンイチ：宮脇康之
- トコ：佐久間まゆみ
- マコ：永春智子
- お父さん：牟田悌三
- お母さん：岸久美子
- ユミ子：岸ユキ
- ハルミ：三笠すみれ
- ナミダ：進士晴久
- ジャンボ：福田悟
- 安さん：石山克己
- おじいさん：清水将夫
- おばあさん：葦原邦子
- ゴロー：高野浩幸 → 川口英樹 → 丸山久和
- サブ：丸山久和
- メガネ：山田慶造
- モヤシ：林達也
- オサム：田村明彦
- コンドル：七井繁信
- 泉竜太（サッカーのコーチ）：石田信之
- 雷先生：工藤堅太郎
- 大石先生：水沢有美
- 三平：中村俊夫
- ホラタツ：赤塚真人
- お巡りさん：坂本新兵
- その他：五月晴子、松風はる美、新山真弓、北川陽一郎　ほか

## スタッフ
- 脚本：大石隆一、光畑硯郎、千葉茂樹、多地映一、才賀明
- 監督：曽根義隆、柴田吉太郎
- 助監督：深沢清澄
- 撮影技術：秋元茂
- 照明：加藤角三
- 美術：儘田敏雄
- 音楽：牧野由多可
- プロデューサー：杉山茂樹
- 制作担当：名久井寅吾
- 現像：TBS映画社
- 舞台装置：美建興業株式会社
- 制作：TBS、国際放映

## 主題歌
「ケーキ屋ケンちゃん」
- 作詞：多地映一／作編曲：高田弘／歌：宮脇康之(東芝レコード)

## 各話リスト
- 第1話（1972年3月9日） ボクンちケーキ屋でース
- 第2話（1972年3月16日） これが新型ケーキだ
- 第3話（1972年3月23日） ケーキとカレーライス
- 第4話（1972年3月30日） ひみつのプレゼント
- 第5話（1972年4月6日） 大きな兄妹と小さな兄妹
- 第6話（1972年4月13日） 夢いっぱいの二人
- 第7話（1972年4月20日） 竹馬とサッカー
- 第8話（1972年4月27日） ひとりぼっちのナミダ君
- 第9話（1972年5月4日） 迷いこんで来たチビと子犬
- 第10話（1972年5月11日） ナミダ君のケーキ
- 第11話（1972年5月18日） 根性・三つの誓い
- 第12話（1972年5月25日） わすれていた約束
- 第13話（1972年6月1日） 帰って来たジャンボ君
- 第14話（1972年6月8日） ボクたちの青空楽団
- 第15話（1972年6月15日） ママゴン作戦
- 第16話（1972年6月22日） ケンちゃんの友情試合
- 第17話（1972年6月29日） 気のいい仲間たち
- 第18話（1972年7月6日） 天使のスカーフ
- 第19話（1972年7月13日） ミニミニ探検旅行
- 第20話（1972年7月20日） おかしなおかしな手紙
- 第21話（1972年7月27日） きんぎょとお巡りさん
- 第22話（1972年8月3日） チョウのおんがえし
- 第23話（1972年8月10日） チビッコ騎士道
- 第24話（1972年8月17日） よかったね！ユミ子姉ちゃん
- 第25話（1972年8月24日） オトナになりたい
- 第26話（1972年8月31日） おばあちゃんのダイビング
- 第27話（1972年9月7日） トコちゃんのヒミツ
- 第28話（1972年9月14日） D51とおみこし　第一部
- 第29話（1972年9月21日） D51とおみこし　第二部
- 第30話（1972年9月28日） マコちゃんがやって来た
- 第31話（1972年10月5日） ケンちゃんのウサギ騒動
- 第32話（1972年10月12日） 遠くから来た少女
- 第33話（1972年10月19日） 帰って来た青空楽団
- 第34話（1972年10月26日） ボクたちの冒険旅行
- 第35話（1972年11月2日） 人形部隊の大攻撃
- 第36話（1972年11月9日） おばあさんのトンチ教室
- 第37話（1972年11月16日） 健一は男でござる
- 第38話（1972年11月23日） マコちゃんの電話
- 第39話（1972年11月30日） シュークリームじいさん
- 第40話（1972年12月7日） これがサッカーだ！
- 第41話（1972年12月14日） ゴンタをやっつけろ！
- 第42話（1972年12月21日） ごめんね！マコちゃん
- 第43話（1972年12月28日） ケンちゃんの餅つき
- 第44話（1973年1月4日） ケンちゃんの子猫騒動
- 第45話（1973年1月11日） 返さなかった本
- 第46話（1973年1月18日） チビッコ探偵団
- 第47話（1973年1月25日） おじいちゃんの似顔絵
- 第48話（1973年2月1日） お巡りさんはお人よし
- 第49話（1973年2月8日） おにいちゃん・ありがとう
- 第50話（1973年2月15日） マコちゃんのママよ
- 第51話（1973年2月22日） 那須であった女の子
- 第52話（1973年3月1日） お父さんバンザイ！

## 放送局
- TBS：木曜 19:30 - 20:00
- 青森テレビ：木曜 19:30 - 20:00[1]
- 岩手放送：木曜 19:30 - 20:00[1]
- 秋田放送：水曜 19:00 - 19:30[2]
- 山形放送：水曜 19:00 - 19:30[2]
- 東北放送：木曜 19:30 - 20:00[1]
- 福島テレビ：木曜 19:30 - 20:00[1]
- 北日本放送：水曜 19:00 - 19:30[3]
- 福井放送：水曜 19:00 - 19:30[3]
- 山陰放送：木曜 19:30 - 20:00